# Comuna Lozkî, Volodîmîreț
Lozkî (în ucraineană Лозки) este o comună în raionul Volodîmîreț, regiunea Rivne, Ucraina, formată din satele Koșmakî, Lozkî (reședința) și Suhovolea.

## Demografie
Componența lingvistică a comunei Lozkî
     Ucraineană (99,38%)
     Alte limbi (0,55%)
Conform recensământului din 2001, majoritatea populației comunei Lozkî era vorbitoare de ucraineană (99,38%), existând în minoritate și vorbitori de alte limbi.